# 엘리아스 음바레크
엘리아스 음바레크(Elyas M'Barek, 1982년 5월 29일 ~ )는 독일에서 활동하는 오스트리아의 배우이다.
어머니는 오스트리아인이며, 아버지는 튀니지인이다. 동생 요제프 음바레크 또한 배우이다.